# Catocala mira
Catocala mira là một loài bướm đêm thuộc họ Erebidae. Nó được tìm thấy ở Manitoba qua miền nam Ontario và Quebec qua New Hampshire và Connecticut tới Florida, phía tây đến Texas và phía bắc qua Iowa và Illinois.
Sải cánh dài 40–50 mm. Con trưởng thành bay từ tháng 7 đến tháng 8. Có thể có một lứa một năm.
Ấu trùng ăn Crataegus.